# Wasilis Torosidis
Wasilis Torosidis, gr. Βασίλης Τοροσίδης (ur. 10 czerwca 1985 w Ksanti) – grecki piłkarz grający na pozycji bocznego obrońcy lub pomocnika.

## Kariera klubowa
Torosidis pochodzi z miasta Ksanti. Karierę piłkarską rozpoczął w tamtejszej Skodzie Xanthi, a w 2002 roku awansował do składu pierwszej drużyny. W Alpha Ethniki zadebiutował 4 maja 2003 w przegranym 0:2 wyjazdowym spotkaniu z Iraklisem Saloniki. Była to 27. kolejka ligowa, a Torosidis grał już do końca sezonu we wszystkich czterech meczach Skody. W kolejnych sezonach grał już w większej liczbie spotkań, a z czasem stał się podstawowym zawodnikiem swojego zespołu. W 2005 roku zajął ze Skodą 4. miejsce w lidze za „Wielką Trójką”: Olympiakosem Pireus, Panathinaikosem Ateny i AEK Ateny. Jesienią 2005 Vasilis wystąpił ze Skodą w Pucharze UEFA, a w klubie tym grał jeszcze w rundzie jesiennej 2006 roku.
W styczniu 2007 roku Torosidis przeszedł za 750 tysięcy euro do Olympiakosu Pireus. W nowym zespole po raz pierwszy wystąpił 14 stycznia w wygranym 1:0 domowym meczu z Panioniosem GSS. Tydzień później zdobył pierwszego gola w barwach „czerwono-białych”, którzy pokonali na wyjeździe PAOK FC 3:2. Na koniec sezonu został mistrzem Grecji, a w sezonie 2007/2008 wystąpił w Lidze Mistrzów. Wiosną 2008 obronił z Olympiakosem tytuł mistrzowski oraz zdobył swój pierwszy w karierze Puchar Grecji.
23 stycznia 2013 roku podpisał kontrakt z AS Roma. 31 sierpnia 2016 za milion euro przeszedł do Bologna FC. Z klubem tym podpisał dwuletni kontrakt.
| Sezon   | Klub           | Kraj   | Rozgrywki     | Mecze | Bramki |
| ------- | -------------- | ------ | ------------- | ----- | ------ |
| 2002/03 | Skoda Ksanti   | Grecja | Alpha Ethniki | 4     | 0      |
| 2003/04 | Skoda Ksanti   | Grecja | Alpha Ethniki | 16    | 0      |
| 2004/05 | Skoda Ksanti   | Grecja | Alpha Ethniki | 20    | 0      |
| 2005/06 | Skoda Ksanti   | Grecja | Alpha Ethniki | 24    | 2      |
| 2006/07 | Skoda Ksanti   | Grecja | Alpha Ethniki | 12    | 1      |
| 2006/07 | Olympiakos SFP | Grecja | Alpha Ethniki | 11    | 1      |
| 2007/08 | Olympiakos SFP | Grecja | Alpha Ethniki | 26    | 1      |
| 2008/09 | Olympiakos SFP | Grecja | Alpha Ethniki | 19    | 2      |
| 2009/10 | Olympiakos SFP | Grecja | Alpha Ethniki | 24    | 4      |
| 2010/11 | Olympiakos SFP | Grecja | Alpha Ethniki | 20    | 3      |
| 2011/12 | Olympiakos SFP | Grecja | Alpha Ethniki | 22    | 0      |
| 2012/13 | Olympiakos SFP | Grecja | Alpha Ethniki | 12    | 1      |
| 2012/13 | AS Roma        | Włochy | Serie A       | 11    | 1      |
| 2013/14 | AS Roma        | Włochy | Serie A       | 18    | 1      |
| 2014/15 | AS Roma        | Włochy | Serie A       | 20    | 2      |
| 2015/16 | AS Roma        | Włochy | Serie A       | 11    | 0      |
| 2016/17 | Bologna FC     | Włochy | Serie A       | 28    | 1      |

## Kariera reprezentacyjna
W reprezentacji Grecji Torosidis zadebiutował 24 marca 2007 roku w przegranym 1:4 spotkaniu z Turcją. W 2008 roku został powołany przez Otto Rehhagela do kadry na Euro 2008. Wystąpił także na mistrzostwach świata 2010, Euro 2012 i mundialu 2014. Od października 2014 roku jest kapitanem reprezentacji Grecji.